# Спинет
Спинет е музикален инструмент от групата на клавишните инструменти.
Това е малък клавесин, обикновено в правоъгълна форма, с един мануал, употребяван през XV – XVII век, преди всичко за домашна музика.